# الجمعية البرلمانية لحلف الناتو
الجمعية البرلمانية لحلف الناتو تأسست عام 1955، برلمان دولي ‏ تستخدم كمنظمة برلمانية دولية استشارية لحلف الناتو. ورئيسها الحالي هو مايك تورنر من الولايات المتحدة.